# Дуб чотиристовбурний
Дуб чотиристовбурний — вікове дерево, ботанічна пам'ятка природи місцевого значення в Україні. Зростає поблизу села Мишків Чортківського району Тернопільської області, у кв. 19, вид. 1 Заліщицького лісництва Чортківського держлісгоспу, в межах лісового урочища «Діброва». 
Площа — 0,03 га. Оголошений об'єктом природно-заповідного фонду рішенням виконкому Тернопільської обласної ради від 14 березня 1977 року № 131. Перебуває у віданні державного лісогосподарського об'єднання «Тернопільліс». 
Під охороною — 4 дуби порослевого походження віком понад 100 років і діаметром 52-87 см, що зрослися навколо материнського пня до висоти 0,5 м, звідки розходяться пучком. Стовбури прямі, без ознак пошкодження. Ширина спільної крони — бл. 15 м, висота 20 м.